# Neocollyris rogeri
Neocollyris rogeri es una especie de escarabajo del género Neocollyris. Fue descrita científicamente por Shook & Wu en 2006.
Se distribuye por Vietnam. Mide aproximadamente 12,3 milímetros de longitud. Se ha registrado a elevaciones de 270 metros.